# لي هيون-تشانغ
لي هيون-تشانغ (هانغل: 이현창) هو لاعب كرة قدم كوري جنوبي في مركز الوسط، ولد في 2 نوفمبر 1985 في كوريا الجنوبية. لعب مع نادي غويانغ زايكرو.

## وصلات خارجية
- لي هيون-تشانغ على موقع دوري كوريا الجنوبية (الإنجليزية)
- لي هيون-تشانغ على موقع قاعدة بيانات كرة القدم.إي يو (الإنجليزية)